# Sinapis pubescens
Espèce
Sinapis pubescens est une espèce de plantes de la famille des Brassicaceae endémique du bassin méditerranéen.

## Liste des sous-espèces
Selon Catalogue of Life (4 octobre 2013) :
- sous-espèce Sinapis pubescens subsp. aristidis (Pomel) Maire & Weiller
- sous-espèce Sinapis pubescens subsp. indurata
- sous-espèce Sinapis pubescens subsp. pubescens

Selon NCBI (4 octobre 2013) :
- sous-espèce Sinapis pubescens subsp. boivinii
- sous-espèce Sinapis pubescens subsp. indurata
- sous-espèce Sinapis pubescens subsp. pubescens

Selon The Plant List (4 octobre 2013) :
- sous-espèce Sinapis pubescens subsp. aristidis (Pomel) Marie & Weiller
- sous-espèce Sinapis pubescens subsp. indurata (Coss.) Batt.
- sous-espèce Sinapis pubescens subsp. pubescens L.

Selon Tropicos (4 octobre 2013) (liste brute contenant possiblement des synonymes) :
- sous-espèce Sinapis pubescens subsp. aristidis (Pomel) Maire & Weiller
- sous-espèce Sinapis pubescens subsp. indurata (Coss.) Batt.
- sous-espèce Sinapis pubescens subsp. pubescens L.

Selon Euro+Med Plant Base (30 août 2022) :
- sous-espèce Sinapis pubescens subsp. aristidis (Pomel) Maire & Weiller, endémique d'Algérie.
- sous-espèce Sinapis pubescens subsp. indurata (Coss.) Batt., endémique d'Algérie.
- sous-espèce Sinapis pubescens L. subsp. pubescens, aire générale de l'espèce.